# Haemaphysalis lagostrophi
Haemaphysalis lagostrophi este o specie de căpușe din genul Haemaphysalis, familia Ixodidae, descrisă de Roberts în anul 1963. Conform Catalogue of Life specia Haemaphysalis lagostrophi nu are subspecii cunoscute.